# Sistema de créditos de BOINC
El Sistema de créditos de BOINC está diseñado para evitar trampas validando los resultados antes de conceder créditos usando para ello la plataforma BOINC. Esto asegura que los usuarios retornan resultados correctos por razones científicas y estadísticas.

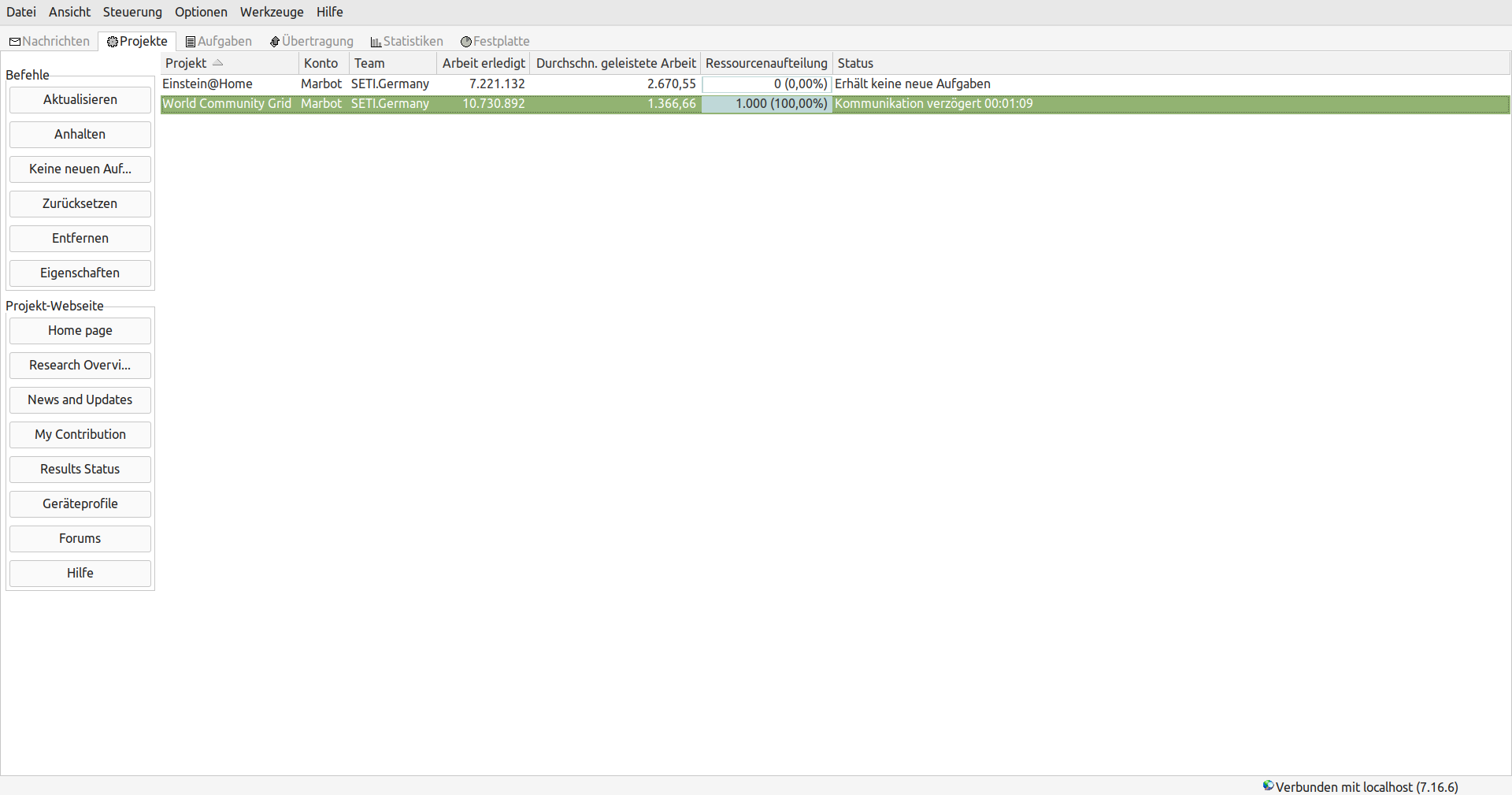
Resumen de créditos en un ordenador.

## Razones para el sistema de créditos
Los proyectos de computación distribuida delegan el trabajo en su mayor parte, si no completamente, en los voluntarios que ceden ciclos de CPU. Por esta razón, este tipo de proyectos, dependen de unos modelos estadísticos que cambiarán dependiendo del balance de usuarios nuevos, usuarios retirados y usuarios fieles. Estos modelos servirán para una optimización en el envío y recogida de datos por la red formada.

### Razones para participar
1. Estas donando a una causa científica. 
  - Muchos usuarios desean que se avance en determinados campos científicos y de esta forma pueden aportar su granito de arena.
  - Los proyectos que tratan de luchar contra epidemias pueden tener una conexión emocional con las personas que participan.
2. Pruebas de resistencia en los ordenadores.
  - Estar computando este tipo de proyectos hace que la CPU este a pleno rendimiento, por eso, los que overclockean suelen usar estos proyectos para probar la estabilidad de su sistema.
3. Equipos, créditos y competición.
  - Muchos individuos y equipos tienen varios ordenadores trabajando con la esperanza de llegar a las primeras posiciones en las listas mundiales.
4. Beneficios personales y reconocimiento.
  - Proyectos como PlanetQuest tienen pensado permitir a los usuarios que descubran planetas nombrarles como deseen.
  - Proyectos como BURP tienen pensado permitir a sus usuarios enviar sus propios proyectos en 3D para crearlos con BOINC.

## Cobblestones
El principio del sistema de créditos es la cobblestone, llamado así por Jeff Cobb de SETI@home. El sistema se basa en el concepto de que 100 cobblestones equivalen a un día de trabajo en un ordenador con las siguientes características:
- 1,000 MIPS de doble precisión basado en Whetstone benchmark.
- 1,000 VAX MIPS basado en Dhrystone benchmark.

El único punto desfavorable de este sistema es que se necesita resolver la unidad de trabajo para saber cuantos créditos se obtienen por ello. Al enviar la unidad de trabajo resuelta, se piden una cantidad de créditos determinadas que podrán ser los que finalmente se concedan, podrán ser más de los que se concedan o incluso menos.
Para el cálculo final de créditos, BOINC usa la técnica de Benchmark que mide la velocidad de un sistema. En combinación con el tiempo usado para resolver la unidad de trabajo otorga un número de créditos. Actualmente se usan más de una variable para ese cálculo, como la cantidad de memoria RAM, la velocidad de la CPU las diferentes arquitecturas. Las discrepancias entre los créditos otorgados y merecidos suelen ser grandes.
La mayoría de los proyectos han llegado a un consenso para entregar un número determinado de créditos por cada misma unidad de trabajo. Los proyectos tienen también la libertad para otorgar más o menos créditos dependiendo cuales sean sus intereses. En general, los créditos máximos y mínimos son eliminados para hacer una mejor media.

## Créditos totales
Los créditos se suman en el mismo proyecto, cuando un ordenador recibe una unidad de trabajo y la devuelve resuelta no obtiene créditos inmediatamente, sino que pide una determinada cantidad de créditos. Luego cada proyecto valida los datos obtenidos con sus respectivos métodos. Una vez validados, se conceden, que pueden ser mayor, menor o igual a los pedidos.
Si la unidad de trabajo es entregada resuelta más tarde del plazo previsto o si la comprobación no valida el resultado, la cantidad de créditos concedida será de 0. 
Los usuarios y los equipos suelen comparar el total de créditos acumulados en las listas mundiales. Aunque al haber usuarios veteranos que llevan muchos años, es difícil para los recién llegados alcanzar los primeros puestos en estas listas aun teniendo varios ordenadores.

## Media de créditos recientes
Para calcular la cantidad de trabajo efectiva por un ordenador, hay un cálculo especial llamado Media de créditos recientes. Este cálculo está diseñado para saber los créditos diarios obtenidos por un usuario o equipo. Hay que tener en cuenta que para hacer este cálculo no se tiene en cuenta varias situaciones como puede ser la caída de un proyecto. Es por ello que este número solo sirve como guía.
Esta medida fue diseñada para ayudar a los científicos a saber cuanta cantidad computacional hay accesible y para incrementar la competitividad entre los nuevos usuarios que pueden acceder a las primeras posiciones de esta lista, donde se refleja lo rápido que se trabaja.

## Webs estadísticas de terceros
Los proyectos BOINC exportan la información estadística en forma de archivos XML que pueden ser descargados por todo el mundo. Muchas web por todo el mundo han desarrollado sistemas para mostrar estas estadísticas. Muchas de estas páginas muestran las estadísticas en forma de gráfica que puede mostrarse en páginas personales, como por ejemplo, la de un equipo.

### Webpages
- Team Starfire World BOINC Stats 'N Stones - Sitio web
- BOINCstats.com - Sitio web
- Boinc.dk - Sitio web
- BOINC Statistics for the WORLD! - Sitio web
- Estadísticas de todos los proyectos -Sitio web
- Estadísticas hispanas -Sitio web